# Ingeborg Wilfert

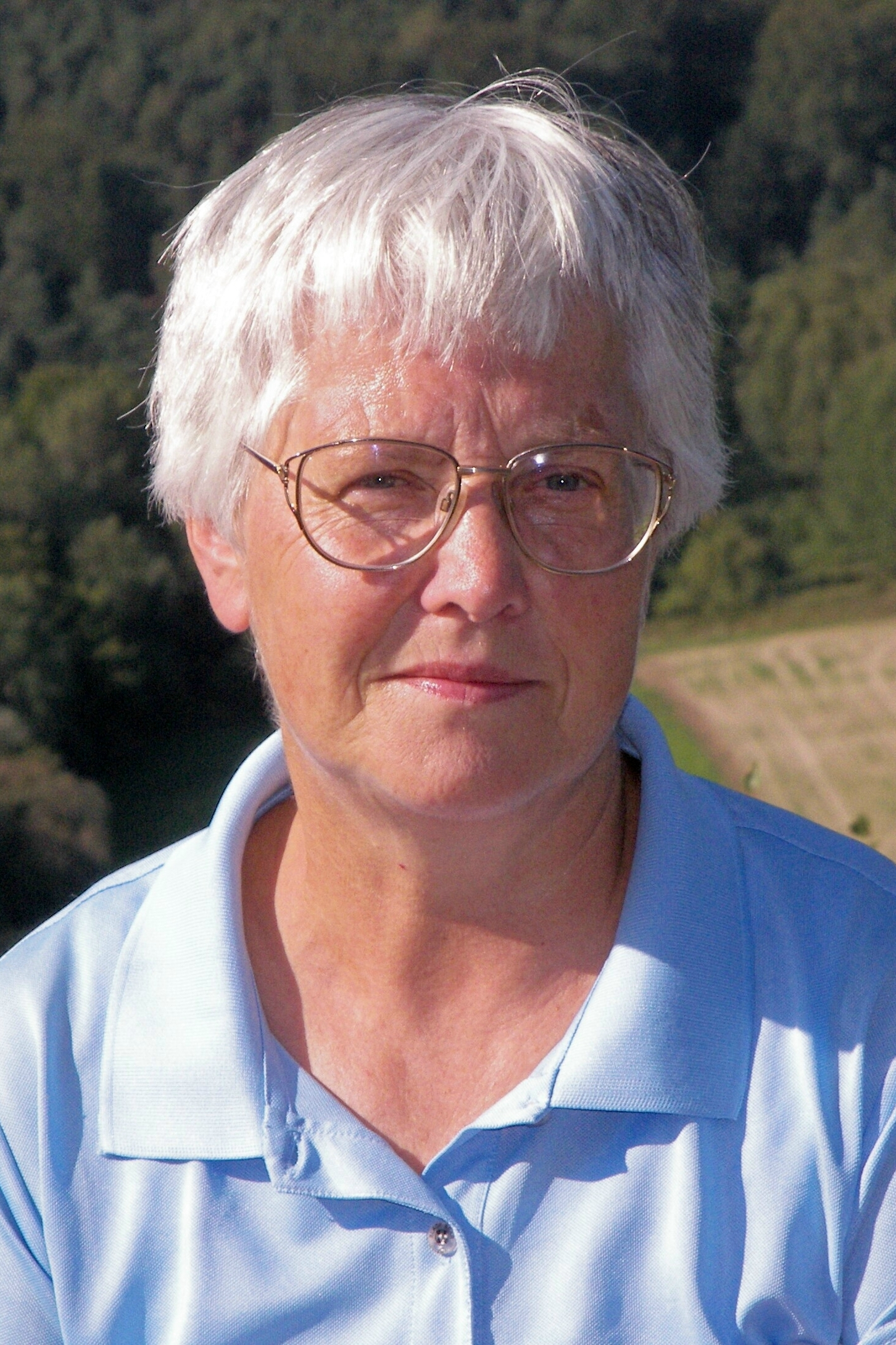
Ingeborg Wilfert 2006

Ingeborg Wilfert, geborene Kunert (* 1. März 1939 in Dresden) ist eine deutsche Kartografin. 

## Leben
Nach dem Abitur in Dresden studierte Ingeborg Wilfert von 1958 bis 1963 Kartographie an der Technischen Hochschule beziehungsweise Technischen Universität Dresden. Ab 1964 übte sie verschiedene Tätigkeiten beim Topographischen Dienst Dresden (heute Staatsbetrieb Geobasisinformation und Vermessung Sachsen) aus, ehe sie 1970 als Aspirantin der Sektion Geodäsie und Kartographie an die Technische Universität Dresden zurückkehrte. Hier wurde sie 1975 Assistentin und später Oberassistentin am Institut für Kartographie und promovierte 1976 im Fach Kartografie.
Die Schwerpunkte ihrer wissenschaftlichen Arbeit liegen in der Reproduktions- und Drucktechnik sowie der Technologie der Kartenherstellung. In den 1990er Jahren kamen Datenbanksysteme, Digitalkartografie und Programmierung als weitere wichtige Tätigkeitsfelder hinzu. Von 1992 bis 2004 war sie Professorin für Kartentechnik am Institut für Kartographie der Fakultät Forst-, Geo- und Hydrowissenschaften der Technischen Universität Dresden, dessen Direktor sie von 1994 bis 1997 war. Sie ist bis heute am Institut für Kartographie tätig.
Ingeborg Wilfert ist verheiratet und hat eine Tochter und einen Sohn.

## Veröffentlichungen (Auswahl)
- Brockhaus-ABC Kartenkunde; 1983 (Mitautorin)
- Anwendungen von PROLOG in der Kartographie. In: Geowissenschaftliche Mitteilungen der TU Wien 39 (1991); Seiten 143–151.
- Effektive rechnergestützte Herstellung thematischer Karten. In: Kartographische Nachrichten 3 (1995); Seiten 85–93.
- Internet und Kartographie. In: Kartographischer Baustein Nr. 14; 1998; Seiten 51–61.
- Lexikon der Geowissenschaften; 2000 (Mitautorin)
- Rasterdatenformate und ihr Einsatz bei kartographischen Aufgabenstellungen. In: Kartographische Schriften. Band 4; 2000; Seiten 65–77.

## Ehrungen
- 2007: Ehrenmitglied der Deutschen Gesellschaft für Kartographie[1]